# Krzyż (województwo świętokrzyskie)
Krzyż – wieś sołecka w Polsce położona w województwie świętokrzyskim, w powiecie kazimierskim, w gminie Czarnocin.
W latach 1975–1998 miejscowość administracyjnie należała do województwa kieleckiego.
| SIMC    | Nazwa                 | Rodzaj             |
| ------- | --------------------- | ------------------ |
| 0235973 | Chałupki Mękarzowskie | część miejscowości |

## Historia
Według spisu powszechnego z roku 1921 – Krzyż posiadał 11 domów 78 mieszkańców